# 三倍増醸清酒
三倍増醸清酒（さんばいぞうじょうせいしゅ、三増酒さんぞうしゅ）とは、第二次世界大戦後の米不足の際に導入された清酒に類似した酒の一種、増醸酒の通称である。

## 製造手法
米と米麹で作ったもろみに清酒と同濃度に水で希釈した醸造アルコールを入れ、これに糖類（ぶどう糖・水あめ）、酸味料（乳酸・こはく酸など）、グルタミン酸ソーダなどを添加して味を調える。こうしてできた増醸酒は約3倍に増量されているため、三倍増醸酒・三倍増醸清酒などと呼ばれる。
三倍増醸清酒は、そのままの状態で出荷されることはなく、アルコールを添加した清酒などとブレンドされて製品化される。

## 普及の背景
第二次世界大戦後、外地米の輸入が途絶えた上に引揚者や復員兵によって人口が増加したため米不足が深刻となった。そのため、戦時中から認められていたアルコールの添加による清酒の増量に加えて、増醸酒の製造が認められた。
米不足が解消した後も、酒造米の配給制度が続き自由に酒造米を購入できなかったこと、低コストで清酒を製産できるので利益率が高いこと、大量に生産できるので消費の拡大に対応ができたこと、消費者が米不足のため低精白になり雑味などが増えた純米酒よりは三倍増醸清酒を好んだことなどにより、戦後の清酒の主流であり続けた。
しかし、1970年代半ばにおこった地酒ブームなどを通じて、次第に清酒へ高い品質を求める消費者が増え始めたため、アルコール添加量が少なく糖類などを添加していない本醸造酒や、純米酒などの生産が増え始めた。
改正前の酒税法では、醸造アルコールを含む副原料の使用量は白米重量を超えない量とされていたが、2006年の酒税法改正により、副原料の使用量は白米重量の50％以下に変更されたため、現在は3倍までは増量できなくなった（三増酒は清酒ではなくなった）。現在は実質的に醸造アルコールの使用量は白米1トンあたり280リットル以下に制限されており、国税庁の2012年統計によれば、特定名称酒以外の清酒の醸造アルコールの平均使用量は白米1トンあたり約280リットルになっている。この添加量は、アルコール添加率にすると約45％であり、ここまでアルコール添加した清酒は、いわば二倍増醸清酒（二増酒）という事になる。